# Сиирт
Сиирт (на турски: Siirt) е град и административен център на вилает Сиирт в Югоизточна Турция. Населението му е 166 332 жители (2018 г.). Пощенският му код е 56xxx, а телефонният 484.